# 1892 v loďstvech
Tento článek obsahuje významné události v oblasti loďstev v roce 1892.

## Lodě vstoupivší do služby
- 24. ledna –  SMS Kaiserin Elisabeth – chráněný křižník třídy Kaiser Franz Joseph I.

- květen –  HMS Royal Sovereign – predreadnought třídy Royal Sovereign

- prosinec –  Dvenadsať Apostolov – bitevní loď (samostatná jednotka)